# Bătălia de la Singapore
Bătălia de la Singapore s-a dat pe teatrul de operațiuni din Pacific al celui de al Doilea Război Mondial, când Japonia a invadat fortăreața Aliaților de la Singapore. Singapore era principala bază militară britanică din Asia de Sud-Est și era poreclit „Gibraltarul Estului”. Luptele din Singapore au durat din 31 ianuarie până la 15 februarie 1942.
Rezultatul a fost căderea Singaporelui în mâinile japonezilor, și cea mai mare capitulare a unor trupe aflate sub comandă britanică din istorie. Circa 80.000 de soldați britanici, australieni și indieni au devenit prizonieri de război, alăturându-se celor 50.000 de prizonieri luați de japonezi în campania din Malaya. Primul Ministru britanic Winston Churchill a spus despre nedemna cădere a Singaporelui în mâinile japonezilor că a fost „cel mai mare dezastru” și „cea mai mare capitulare” din istoria britanică.

## Context
Japonia a hotărât să invadeze Malaya deoarece avea nevoie de valoroasele resurse naturale pe care le putea obține de acolo pentru a le folosi în războiul dus în Pacific împotriva Aliaților, date fiind restricțiile comerciale impuse de Aliați (ca răspuns la acțiunile japonezilor din China). Singapore, se află la sud de Malaya și este legat de aceasta prin digul rutier Johor–Singapore. Japonezii îl considerau a fi un port ce poate fi folosit ca punct de lansare împotriva altor interese din zonă ale Aliaților și pentru a consolida teritoriul invadat.
Atacul meu asupra Singaporelui a fost un bluf – unul care a funcționat. Aveam 30.000 de oameni, iar inamicul de trei ori mai mulți. Știam că dacă trebuie să duc o luptă îndelungată pentru Singapore, voi fi învins. De aceea, capitularea trebuia obținută cât mai repede. Mi-a fost tot timpul teamă că britanicii ne-ar putea descoperi inferioritatea numerică și lipsa de provizii și m-ar împinge în lupte de stradă dezastruoase.
Japonezii au căutat să-i elimine pe cei din Singapore care susținuseră China în al Doilea Război Chino-Japonez. Etnicii Han chinezi din Malaya și Singapore ajutaseră financiar și economic efortul de apărare al chinezilor împotriva japonezilor. Efortul suferea însă de facționalism, fiind împărțit între taberele opuse din războiul civil chinez. În ciuda incidentului Xi'an, care ar fi unit Partidul Kuomintang (la guvernare) și Partidul Comunist Chinez împotriva japonezilor, luptele între cele două părți erau încă frecvente. Fondurile au fost și mai mult împărțite, unele fiind folosite pentru ajutor umanitar acordat populației civile chineze, dar și pentru a ajuta partidele Kuomintang și comunist din China. Aceste ajutoare au contribuit la întârzierea avansului japonezilor în China. Tan Kah Kee era un important filantrop din rândul comunității chinezești din Singapore, și a adus mari contribuții financiare, multe eforturi umanitare fiind organizate în numele său. Ajutorul acordat Chinei de populația din Singapore în mai multe forme a devenit parte a motivației Japoniei Imperiale pentru atacarea Singaporelui prin Malaya.

## Invazia Malayei
Armata a 25-a japoneză a invadat Malaya Britanică dinspre Indochina, avansând în nordul Malayei și Thailandei prin atacuri amfibii la 8 decembrie 1941, practic simultan cu atacul de la Pearl Harbor, prin care se intenționa prevenirea unei eventuale intervenții americane în Asia de Sud-Est. Armata japoneză din Thailanda a obligat guvernul thailandez să permită utilizarea de către japonezi a bazelor militare thailandeze pentru invadarea altor țări din Asia de Sud-Est, după care a avansat pe uscat de-a lungul graniței dintre Malaya și Thailanda. În acest moment, japonezii au declanșat bombardamentele asupra Singaporelui, care au continuat permanent, deși bateriile antiaeriene au împiedicat devastarea totală a insulei.
Armata japoneză a întâmpinat rezistență în nordul Malayei din partea unității III Corps a armatei indiene și a mai multor batalioane britanice. Deși Armata a 25-a era în inferioritate numerică în fața forțelor Aliaților din Malaya și Singapore, comandanții japonezi și-au concentrat forțele. Japonezii erau superiori din punctul de vedere al tancurilor, al suportului aerian, al coordonării, al experienței și al tacticii militare. Forțele britanice, în schimb, s-au lăsat flancate în mod repetat, crezând—în ciuda numeroaselor atacuri prin învăluire ale japonezilor—că jungla malayană este impenetrabilă. Forțele aeriene japoneze erau mai numeroase și mai bine pregătite decât slaba combinație de piloți nepregătiți și echipament inferior care rămăsese în Malaya, Borneo și Singapore. Avioanele de luptă japoneze superioare, în special Mitsubishi A6M Zero, le-au dat acestora superioritatea în aer. Aliații nu aveau deloc tancuri și doar câteva blindate, ceea ce i-a pus în dezavantaj.
Navele de luptă HMS Prince of Wales și HMS Repulse împreună cu patru distrugătoare (Force Z) au ajuns în Malaya înainte ca japonezii să-și înceapă bombardamentele. Se credea că această forță îi va descuraja pe japonezi. Avioanele acestora, însă, au scufundat vasele capitale, lăsând coasta estică a peninsulei Malaya expusă și permițând japonezilor să-și continue debarcările cu amfibii.

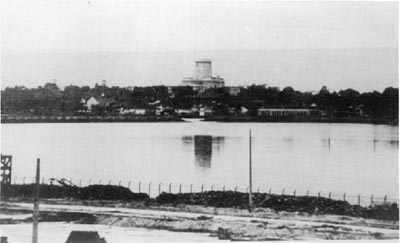
Digul rutier, cu gaura din mijloc vizibilă la 8 februarie, întârziind debarcarea japoneză cu peste o săptămână.

Forțele japoneze au izolat rapid, au înconjurat și au obligat unitățile indiene ce apărau coasta să se predea. Ele au avansat de-a lungul peninsulei Malaya, în ciuda inferiorității numerice. Forțele japoneze au folosit infanteria pe biciclete și tancurile ușoare pentru a se deplasa cu ușurință prin junglă.
Deși campaniei i s-au alăturat și alte unități Aliate, inclusiv din Divizia 8 Australiană, japonezii au împiedicat regruparea Aliaților, au cucerit orașele și s-au îndreptat spre Singapore. Orașul era un cap de pod al operațiunilor Comandamentului Americano-Britanico-Neerlandezo-Australian (ABDACOM), primul comandament comun al Aliaților în timpul celui de al Doilea Război Mondial. Singapore controla și principalul canal de aprovizionare dintre Oceanele Pacific și Indian.
La 31 ianuarie, ultimele forțe Aliate au plecat din Malaya, iar geniștii acestora au aruncat în aer digul rutier care leagă orașele Johore și Singapore. Infiltratorii japonezi – mulți deghizați în civili singaporezi – au trecut strâmtoarea Johor în bărci gonflabile la scurt timp după aceasta.

## Pregătiri

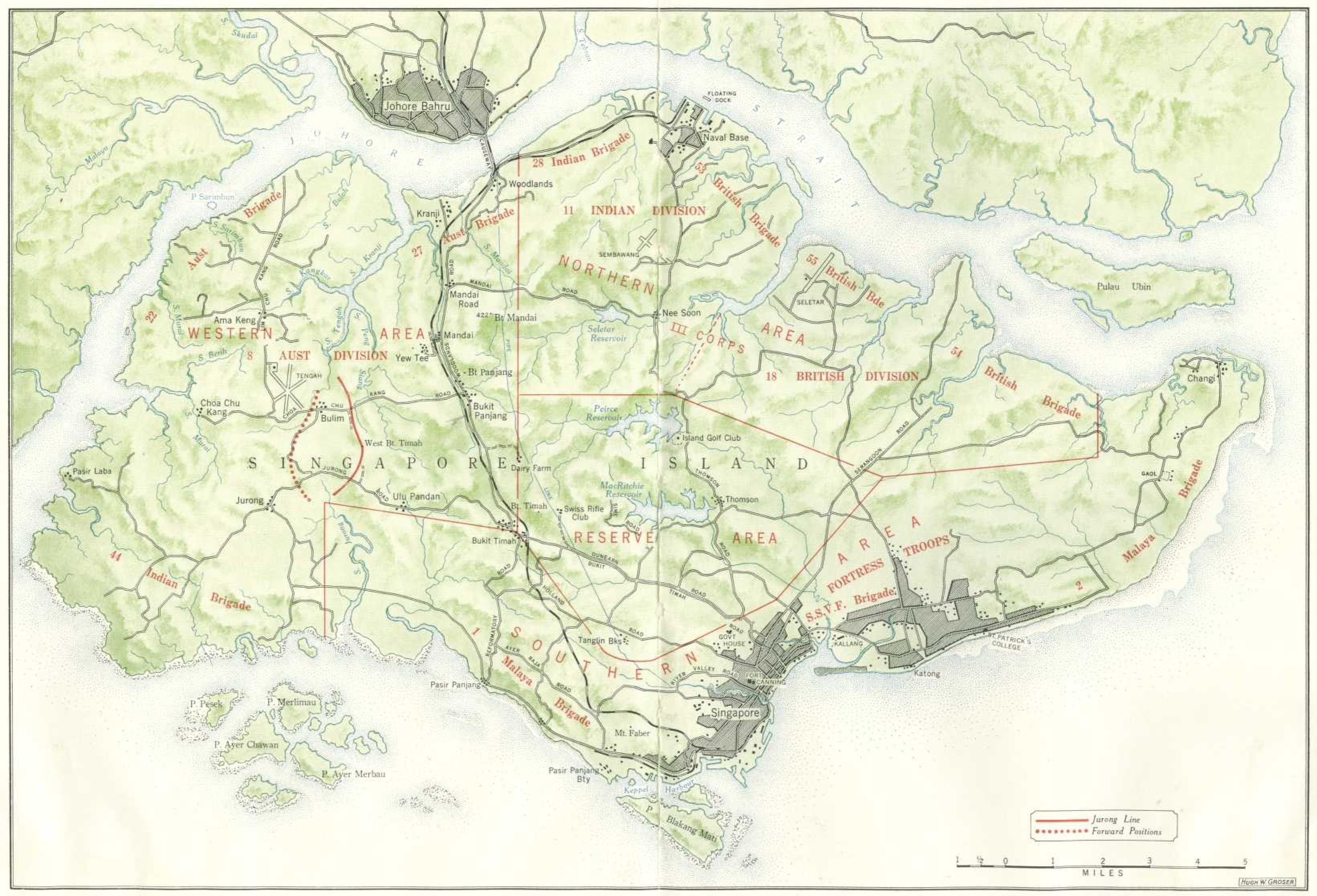
Singapore la începutul lui februarie 1942; dispunerea forțelor terestre Aliate este cu roşu. Principalul coridor de transport nord-sud, format de Woodlands Road şi de calea ferată, care leagă centrul oraşului (în sud-est) cu digul (centru-nord), este linia neagră ce trece prin centrul insulei. Sarimbun este în colțul nord-vestic al insulei; Bukit Timah se află aproape de centru pe coridorul de transport; Pasir Panjang se află între centrul orașului și colțul sud-vestic al insulei; „linia Jurong” este forma de paranteză cu roșu, aflată la vest de Woodlands Road.

În săptămânile dinaintea invaziei, forțele Aliate au suferit din cauza unor conflicte dintre ofițerii de rang înalt, precum și de presiuni din partea primului ministru al Australiei, Robert Menzies. General-locotenent Arthur Percival, comandantul garnizoanei, avea 85.000 de soldați, echivalentul, pe hârtie, a puțin peste patru divizii. Existau aproximativ 70.000 de soldați de linia întâi grupați în 38 de batalioane de infanterie – 13 britanice, 6 australiene, 17 indiene și 2 malayane – și 3 batalioane de mitraliere. Nou-sosita Divizie 18 Infanterie britanică, sub comanda general-maiorului Merton Beckwith-Smith avea efectiv complet, dar îi lipsea experiența și pregătirea; majoritatea celorlalte unități erau sub nivelul maxim numeric, câteva fiind amestecate din cauza pierderilor mari suferite în timpul campaniei de pe continent. Batalioanele locale nu aveau experiență și, în unele cazuri, nici pregătire.
Percival a dat celor două brigăzi ale general-maiorului Gordon Bennett din Divizia 8 australiană răspunderea pentru partea vestică a Singaporelui, inclusiv pentru principalele puncte de invazie din nord-vestul insulei. Zona era ocupată predominant de mlaștini cu mangrove și jungle, întretăiate de râuri și pâraie. În inima acestei „Zone de Vest” se afla RAF Tengah, la acea vreme principalul aerodrom din Singapore. Brigada 22 australiană a primit un sector larg de 16 km din vest, iar Brigada 27 avea în grijă o zonă de 3.650 m aflată imediat la vest de dig. Pozițiile infanteriei au fost întărite de Batalionul 4 Mitraliere australian. Tot sub comanda lui Bennett se afla Brigada 44 Infanterie indiană.
III Corps indian sub comanda general-locotenentului Lieutenant-General Sir Lewis Heath, inclusiv Divizia 11 Infanterie indiană, (general-maior B. W. Key), Divizia 18 britanică și Brigada 15 Infanterie indiană, a primit în grijă sectorul nord-estic, denumit „Zona Nordică”. Aceasta includea baza navală de la Sembawang. „Zona de Sud”, inclusiv principalele zone urbane din sud-est, erau sub comanda general-maiorului Frank Keith Simmons. Forțele sale erau formate din aproximativ 18 batalioane, inclusiv Brigada 1 Infanterie malayană, Brigada Forței de Voluntari din Așezările de la Strâmtoare și Brigada 12 Infanterie indiană.
Prin intermediul avioanelor de recunoaștere, iscoadelor, spionilor și observațiilor din punctele înalte de dincolo de strâmtoare cum ar fi palatul sultanului din Johore, comandantul japonez, generalul Tomoyuki Yamashita, și ofițerii săi au aflat informații excelente privind pozițiile Aliaților. Din 3 februarie, Aliații au fost supuși tirului artileriei japoneze.

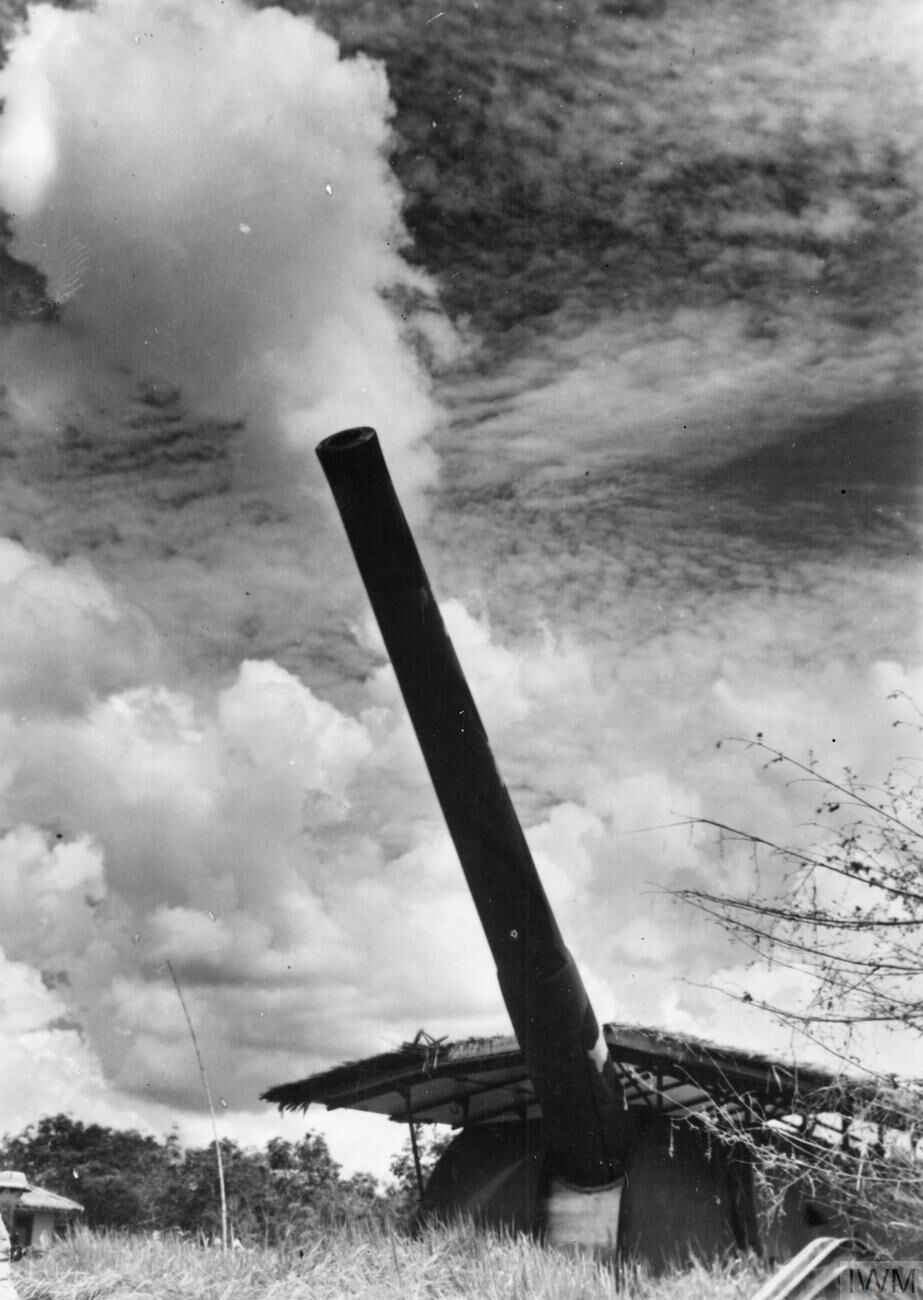
Unul dintre tunurile defensive de coastă de 15 ţoli din Singapore ridicat pentru tragere.

Atacurile aeriene japoneze asupra Singaporelui s-au intensificat de-a lungul următoarelor cinci zile. Bombardamentele aeriene și de artilerie s-au intensificat, perturbând grav comunicațiile dintre unitățile aliate și comandanții lor și afectând pregătirile pentru apărarea insulei.
Celebrele tunuri de coastă de mare calibru din Singapore – inclusiv o baterie de trei tunuri cu calibrul de 15 țoli (381 mm) și una cu două astfel de tunuri – au primit mai ales proiectile anti-blindaj și câteva cu explozibil puternic. Proiectilele anti-blindaj erau proiectate să penetreze carena navelor de război blindate și nu erau eficiente împotriva persoanelor. Deși plasate pentru a trage asupra navelor inamice spre sud, majoritatea tunurilor puteau fi întoarse spre nord și au și tras asupra invadatorilor. Analiștii militari au estimat că dacă tunurile ar fi fost dotate cu proiectile corespunzătoare, atacatorii japonezi ar fi suferit pierderi semnificative, dar că nu ar fi fost suficient pentru a împiedica invazia.
Yamashita avea puțin mai mult de 30.000 de oameni din trei divizii: Divizia Gărzilor Imperiale condusă de general-locotenentul Takuma Nishimura, Divizia a 5-a condusă de general-locotenentul Takuro Matsui și Divizia a 18-a condusă de general-locotenentul Renya Mutaguchi. Unitățile de elită ale Gărzii Imperiale conțineau și o brigadă de tancuri ușoare.

## Debarcările japonezilor

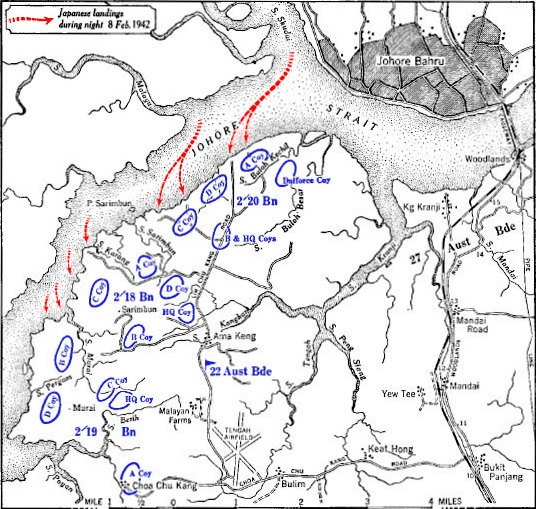
Debarcările japonezilor pe insula Singapore.

Aruncarea în aer a digului întârziase atacul japonez cu peste o săptămână. La 8.30pm în ziua de 31 ianuarie, mitraliorii australieni au deschis focul asupra vaselor ce transportau un prim val de 4.000 de soldați din Diviziile a 5-a și a 18-a către insula Singapore. Japonezii au atacat plaja Sarimbun, în sectorul controlat de Brigada 22 australiană condusă de generalul Harold Taylor.
S-au dus lupte grele toată ziua, dar în cele din urmă numărul din ce în ce mai mare de japonezi – și superioritatea artileriei, avioanelor și serviciilor militare de informații – a început să-și spună cuvântul. În nord-vestul insulei, ei au exploatat spațiile dintre liniile răspândite ale Aliaților în zonele râurilor și pâraielor. Până la miezul nopții, cele două brigăzi australiene pierduseră comunicațiile între ele și Brigada 22 a fost forțată să se retragă. La ora 1am au debarcat alte trupe japoneze în nord-vestul insulei, și au intrat în acțiune ultimele trupe australiene de rezervă. Spre zorii zilei de 9 februarie, elemente din Brigada a 22-a au fost depășite și încercuite, iar Batalionul 2/18 Infanterie australian își pierduse peste jumătate din combatanți.

## Războiul aerian

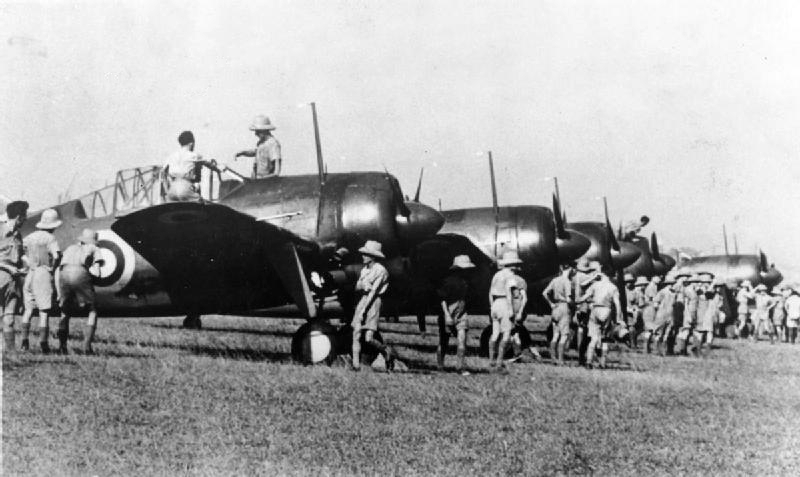
Avioane de luptă Brewster Buffalo la Baza Aeriană Sembawang.

Acoperirea aeriană era furnizată Aliaților de cele doar zece avioane de luptă Hawker Hurricane ale escadrilei 232 RAF, cu baza la aerodromul Kallang. Aceasta deoarece bazele de la Tengah, Seletar și Sembawang erau în raza de acțiune a artileriei japoneze de la Johore Bahru. Aerodromul Kallang era singurul aerodrom operațional rămas; escadrilele rămase au fost retrase până în ianuarie pentru a întări Indiile Orientale Olandeze.
Această forță s-a comportat destul de bine, dar a fost depășită numeric și adesea și calitativ de avioanele japoneze A6M Zero – a suferit pierderi mari, atât în aer cât și la sol în luna februarie.
La 8 decembrie, Singapore a fost pentru prima oară supus bombardamentelor aeriene de avioanele japoneze cu rază lungă de acțiune, cum ar fi Mitsubishi G3M Nell și Mitsubishi G4M Betty, cu baza în Indochina ocupată de japonezi. După acest prim raid, bombardamentele japoneze au încetat pentru tot restul lunii decembrie, și au fost reluate abia la 1 ianuarie 1942.
În decembrie, au fost trimise în Singapore 51 de avioane de luptă Hurricane Mk II cu 24 de piloți, nucleele a cinci escadrile. Ele au sosit la ianuarie 1942, moment în care escadrilele Buffalo fuseseră deja copleșite. S-au format escadrila 232 și escadrila 488 RNZAF, o escadrilă de Buffalo convertite în Hurricane. Escadrila 232 a devenit operațională la 20 ianuarie și a distrus trei avioane Ki-43 în acea zi, pierzând trei avioane Hurricane. Ca și avioanele Buffalo înaintea lor, însă, avioanele Hurricane au început să sufere pierderi grave în luptele de aproape ce au urmat.
În perioada 27–30 ianuarie, au sosit alte 48 de Hurricane-uri (Mk IIA) cu Grupul Nr. 226 (patru escadrile) pe portavionul HMS Indomitable, de pe care au decolat pentru a ajunge la aerodromurile cu numele de cod P1 și P2, lângă Palembang, Sumatra în Indiile Orientale Olandeze. Sosirea sacadată a avioanelor Hurricane, împreună cu sistemele de alarmă antiaeriană inadecvate de la început, a avut ca efect reușita raidurilor aeriene japoneze în a distruge o mare parte din avioanele Hurricane aflate la sol în Sumatra și Singapore.

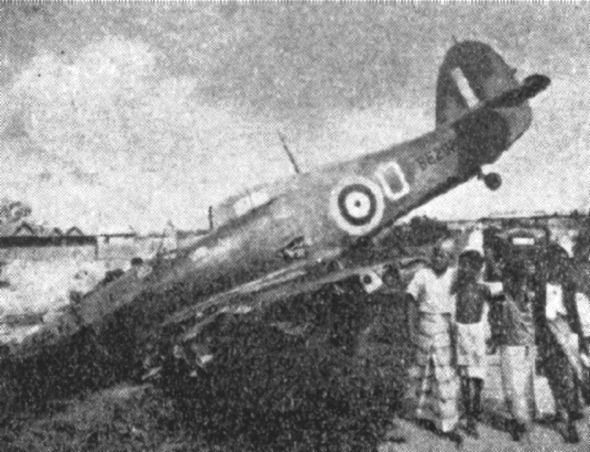
Civilizi malayani trec pe lângă un Hawker Hurricane doborât la 8 februarie, de-a lungul drumului de pe Coasta de Est.

În dimineața zilei de 8 februarie, au avut loc mai multe lupte între avioane de vânătoare deasupra plajei Sarimbun și în alte zone din vest. În prima ciocnire, ultimele zece avioane Hurricanes au plecat de la aerodromul Kallang să intercepteze o formație japoneză de circa 84 de avioane, pornite de la Johore să furnizeze acoperire aeriană pentru forța de invazie. În două zboruri operative, avioanele Hurricane au doborât șase avioane japoneze, pierzând unul singur – s-au reîntors la Kallang la jumătatea bătăliei, au realimentat în grabă și s-au întors.
Bătăliile aeriene au continuat deasupra insulei tot restul zilei, și până seara era clar că, cu puținele mașini de care mai dispunea Percival, Kallang nu mai putea fi folosit ca bază. Cu consimțământul său, restul avioanelor Hurricane au fost retrase la Palembang, Sumatra, iar Kallang a rămas un avanpost de aterizări. Niciun avion aliat nu a mai fost văzut deasupra Singaporelui, iar japonezii au obținut controlul total asupra cerului.
În seara zilei de 10 februarie, generalul Archibald Wavell a ordonat transferul întregului personal al forțelor aeriene ale Aliaților în Indiile Orientale Olandeze. În acest moment, aerodromul Kallang fusese făcut inutilizabil din cauza craterelor de bombe.

## Ziua a doua
Crezând că vor mai avea loc și alte debarcări în nord-est, Percival nu a reîntărit Brigada 22. În 9 februarie, debarcările japoneze s-au mutat spre sud-vest, unde au întâlnit Brigada 44 Infanterie indiană. Unitățile aliate au fost obligate să se retragă spre est. Bennett a hotărât să formeze o linie defensivă secundară, denumită „linia Jurong”, lângă Bulim, la est de aerodromul Tengah și imediat la nord de Jurong.
Brigada 27 australiană sub comanda lui Duncan Maxwell, aflată la nord, nu s-a confruntat cu atacuri japoneze până la debarcarea Gărzilor Imperiale la ora 10pm în ziua de 9 februarie. Această operațiune a decurs rău pentru japonezi, care au suferit pierderi serioase din cauza tirurilor de mitraliere și mortiere ale australienilor, precum și din cauza uleiului ars deversat în apă. Un număr mic de Gărzi au ajuns la mal și au păstrat cu dificultate un cap de pod.
Problemele de comandă și control au determinat și alte fisuri în defensiva Aliaților. Maxwell era conștient că Brigada 22 era pusă sub presiune crescândă, dar nu a putut să-l contacteze pe Taylor și se temea de încercuire. În pofida succesului brigăzii sale – și în contradicție cu ordinele primite de la Bennett – Maxwell a ordonat retragerea de la Kranji din partea central-nordică. Aliații au pierdut, astfel, controlul asupra plajelor de la vest de digul rutier.

## Pătrunderea japonezilor
Deschiderea de la Kranji a făcut posibilă debarcarea fără opoziție a Gărzii Imperiale. Tancurile cu echipament de plutire au fost tractate peste strâmtoare și au avansat rapid spre sud, de-a lungul Woodlands Road. Aceasta i-a permis lui Yamashita să flancheze Brigada 22 pe linia Jurong și să ocolească Divizia 11 indiană la baza navală. Gărzile Imperiale nu au reușit, însă, să profite de ocazie și să avanseze în centrul orașului.
În seara de 10 februarie, primul ministru britanic Winston Churchill, i-a transmis lui Wavell o telegramă în care îi spunea:
„Cred că trebuie să înțelegeți cum vedem noi situația din Singapore. Cabinetului i s-a raportat de către C.I.G.S. [Șeful Statului Major General Imperial, generalul Alan Brooke] că Percival are peste 100.000 [sic] de oameni, dintre care 33.000 sunt britanici și 17.000 australieni. Este improbabil ca japonezii să aibă atât de mulți oameni în întreaga peninsulă Malay... În aceste condiții, apărătorii au avantaj numeric în fața japonezilor care au traversat strâmtorile, și într-o luptă bine dusă, ar trebui să-i distrugă. În acest moment, nu e nevoie să ne gândim să salvăm soldații sau să cruțăm populația. Lupta trebuie dusă până la capăt cu orice preț. Divizia 18 are ocazia să-și scrie numele în istorie. Comandanții și ofițerii superiori trebuie să-și dea viața alături de soldații lor. Este în joc onoarea Imperiului Britanic și a armatei britanice. Contez pe voi să nu aveți milă față de niciun fel de slăbiciune. Cum rușii luptă așa cum pot și cu americanii insistând la Luzon, întreaga reputație a țării și a rasei noastre este implicată. Ne așteptăm ca fiecare unitate să fie adusă față în față cu inamicul și să lupte cu el ...”
Wavell i-a spus apoi lui Percival că forțele terestre trebuie să lupte până la capăt, și că nu trebuie să existe capitulare generală în Singapore.
La 11 februarie, știind că proviziile japonezilor sunt pe sfârșite, Yamashita a hotărât să blufeze și i-a cerut lui Percival să „renunțe la această rezistență inutilă și disperată”. În acest moment, forța combatantă a Brigăzii 22 – care suportase greul atacului japonez – fusese redusă la doar câteva sute de oameni. Japonezii capturaseră zona Bukit Timah, inclusiv mare parte din muniția și combustibilul Aliaților și preluaseră controlul asupra principalelor surse de apă.
A doua zi, liniile aliate s-au stabilit în jurul unei zone mici din sud-estul insulei și au respins atacurile hotărâte ale japonezilor. Alte unități, inclusiv Brigada 1 Infanterie din Malaya, intraseră în luptă. Un pluton malayan, condus de lt. Adnan bin Saidi, le-a ținut piept japonezilor două zile în bătălia de la Pasir Panjang. Unitatea sa a apărat Bukit Chandu, o zonă ce conținea un depozit major de muniție. Adnan a fost executat de japonezi după ce unitatea sa a fost depășită.
La 13 februarie, când Aliații încă pierdeau teren, ofițerii superiori l-au sfătuit pe Percival să se predea, în ideea de a minimiza victimele din rândul populației civile. Percival a refuzat, dar a cerut superiorilor permisiunea de a se preda.
În aceeași zi, poliția militară l-a executat pe un trădător britanic condamnat, căpitanul Patrick Heenan, care fusese ofițer de legătură pe problemele Forțelor Aeriene cu Armata Indiană. Serviciile militare de informații japoneze îl recrutaseră pe Heenan înainte de război, iar el folosise un radio pentru a-i ajuta să țintească aerodroamele Aliaților din nordul Malayei. Fusese arestat la 10 decembrie și judecat de o Curte Marțială în ianuarie. Heenan a fost împușcat la Keppel Harbour, în sudul Singaporelui, iar trupul său a fost aruncat în mare.
A doua zi, restul unităților Aliaților au continuat lupta; numărul victimelor civile a crescut, întrucât un milion de oameni s-au refugiat în zona controlată de Aliați, iar bombardamentele aeriene și tirul de artilerie s-a intensificat. Autoritățile civile au început să se teamă că resursele de apă se vor epuiza.

## Masacrul de la spitalul Alexandra

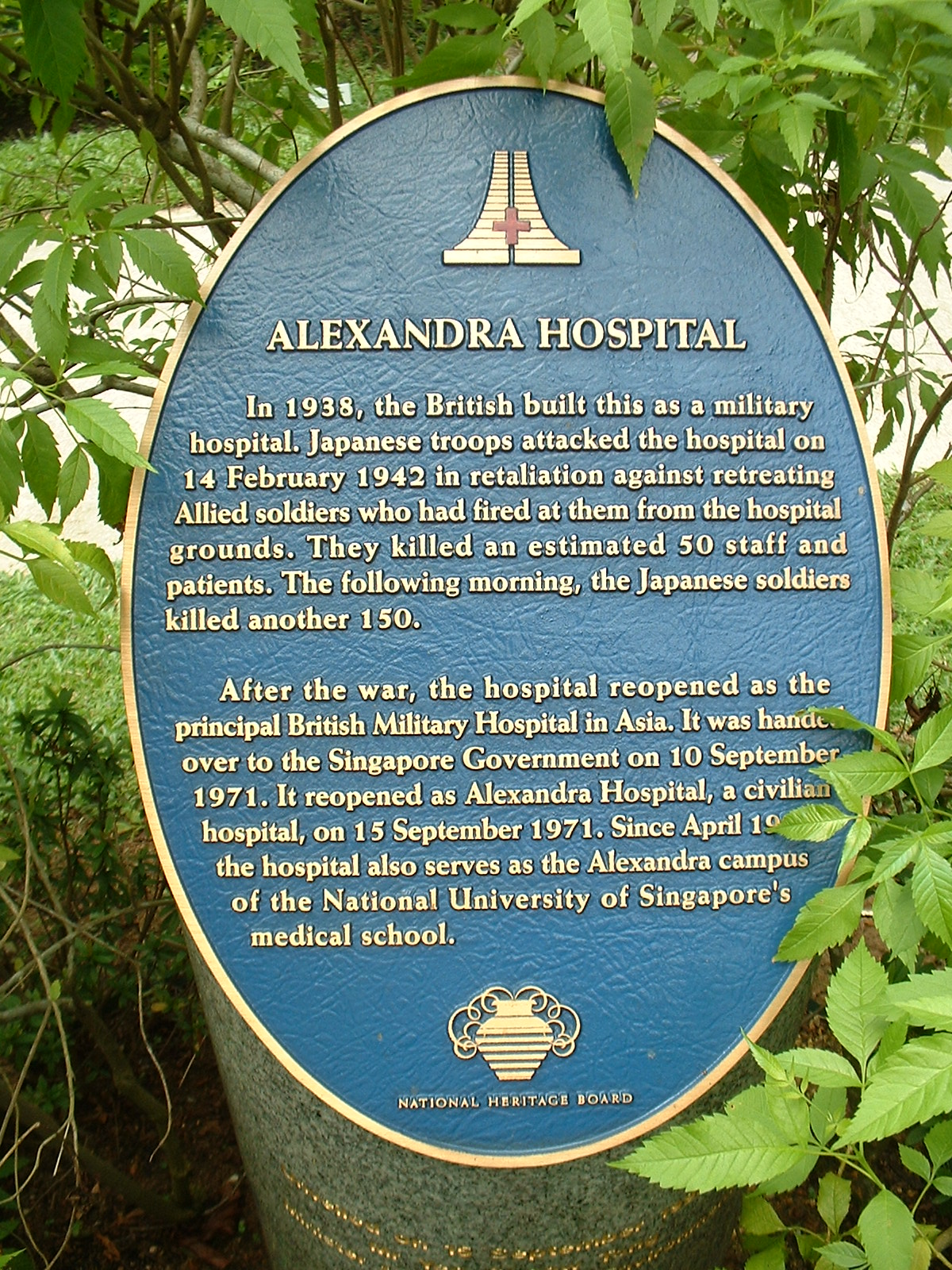
Placă comemorativă a masacrului ce detaliază şi istoria aşezământului după război.

La orele 1.00pm în ziua de 14 februarie, soldații japonezi au avansat înspre spitalul de campanie Alexandra. Un locotenent britanic, purtător al unui steag alb, s-a apropiat de forțele japoneze, dar a fost ucis cu baionetele. După intrarea trupelor japoneze în spital, mai mulți pacienți, inclusiv cei care erau operați chiar atunci, au fost uciși împreună cu unii medici și asistente. A doua zi, circa 200 de pacienți și membri ai personalului de îngrijire, adunați și legați în ziua anterioară, mulți dintre ei răniți, au fost obligați să meargă 400 de metri într-o zonă industrială. Toți cei care au căzut pe drum au fost uciși cu baioneta. Ei au fost împinși în mai multe camere mici și prost aerisite și ținuți acolo peste noapte fără apă. Unii au murit pe timpul nopții. Restul au fost uciși a doua zi dimineață; doar cinci oameni au supraviețuit.

## Căderea Singaporelui

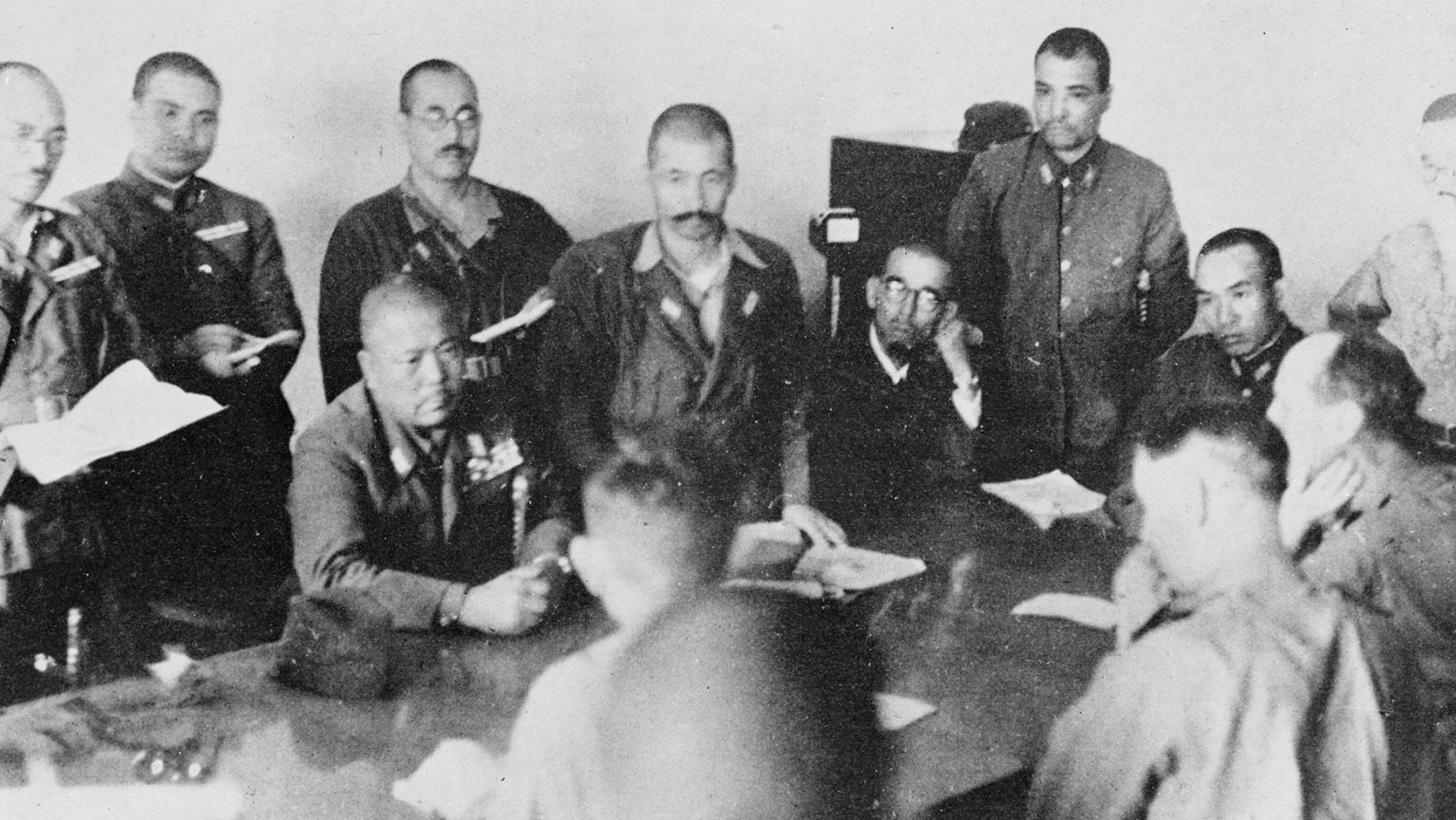
Gen-lt. Yamashita (aşezat, centru) bate cu pumnul în masă pentru a accentua cererea sa – capitularea necondiţionată. Gen-lt. Percival stă între ofiţerii săi, cu pumnul strâns la gură.

Până în dimineața de Anul Nou Chinezesc, 15 februarie, japonezii rupseseră și ultima linie de apărare a Aliaților care rămăseseră aproape fără rezerve de hrană și muniție. Tunurile antiaeriene nu mai aveau muniție și nu mai puteau respinge atacurile aeriene japoneze care amenințau să producă numeroase victime în centrul orașului.
La ora 9:30 a.m, Percival a ținut o ședință cu ofițerii săi superiori la Fort Canning. Percival a propus două opțiuni. Fie lansarea unui contraatac imediat pentru recâștigarea rezervoarelor de apă și a depozitelor de provizii din regiunea Bukit Timah și îndepărtarea artileriei inamice de pe înălțimile din jurul orașului, fie capitularea. Toți cei prezenți au căzut de acord că nu este posibil un contraatac.
Au fost aleși niște delegați care să meargă la cartierul general japonez. Aceștia erau un ofițer superior, secretarul colonial și un translator. Ei au plecat într-o mașină cu un drapel britanic și un steag alb spre liniile inamice pentru a discuta încetarea ostilităților. Ei s-au întors cu cerința ca Percival însuși să se prezinte împreună cu statul său major la fabrica Ford, unde generalul Yamashita avea să-i prezinte termenii capitulării. O altă cerință a fost înălțarea drapelului Soarelui-Răsare (drapelul militar japonez) pe cea mai înaltă clădire din Singapore, clădirea Cathay, pentru a maximiza impactul psihologic al capitulării oficiale. Percival s-a predat în jurul orei 5.15pm.

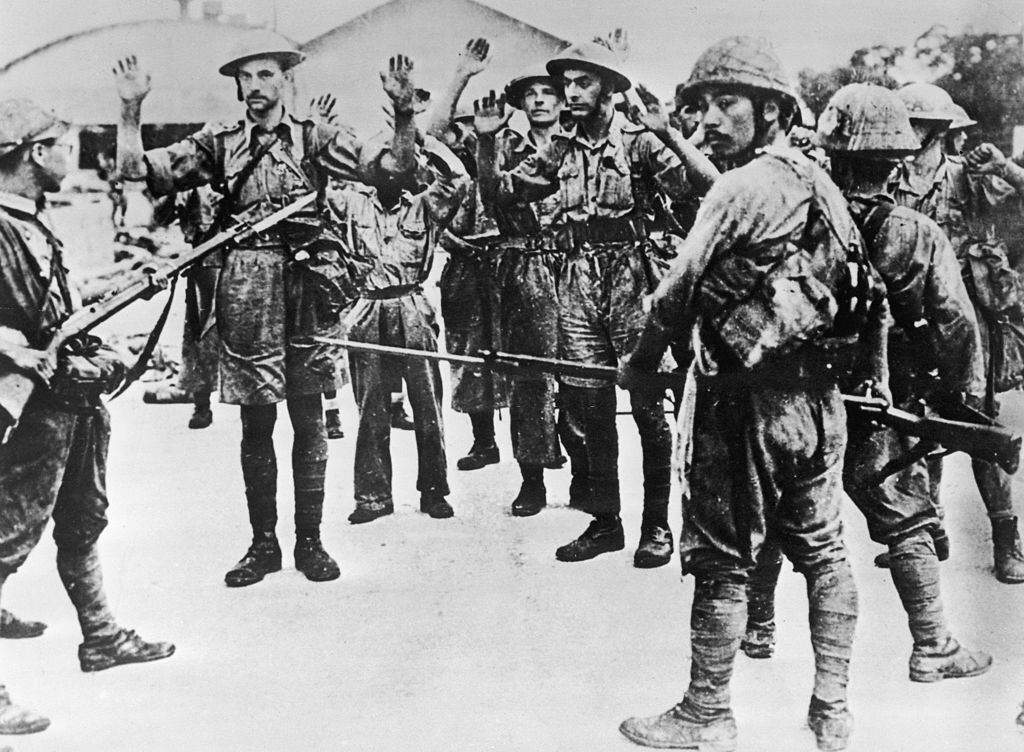
Trupe din regimentul Suffolk păzite de infanteria japoneză.

Printre termenii capitulării s-au numărat:
- Capitularea necondiționată a forțelor militare (forțe terestre, marină și forțe aeriene) din zona Singapore.
- Încetarea ostilităților la 8:30 p.m. în acea seară.
- Rămânerea pe loc a trupelor până la noi ordine.
- Predarea intactă a tuturor armelor, echipamentului militar, navelor, avioanelor și documentelor secrete.
- Pentru prevenirea haosului, pe timpul retragerii forțelor armate din Singapore, rămânerea unei forțe înarmate britanice de 1000 de oameni până la preluarea orașului de japonezi.

În acea zi, Percival dăduse ordine de distrugere a tuturor echipamentelor, codurilor, cifrurilor, documentelor secrete și tunurilor grele până la ora 4 p.m.. Yamashita i-a acceptat asigurările că nu au mai rămas niciun vas și niciun avion în Singapore. Conform agenției de știri Domei din Tokio, Yamashita a acceptat întreaga responsabilitate pentru siguranța soldaților britanici și australieni, precum și a civililor britanici rămași în Singapore.
Bennett a predat comanda Diviziei 8 unui general de brigadă și a luat, împreună cu unii dintre ofițerii săi, o barcă mică cu care au fugit în Australia.

## Urmări
A început perioada de ocupație japoneză a Singaporelui. Orașul a primit numele de Syonan-to (în japoneză 昭南島 Shōnan-tō, în traducere, Insula Lumina Sudului). Japonezii au încercat să se răzbune pe chinezi și să elimine orice sentiment anti-japonez. Autoritățile imperiale erau suspicioase pe chinezi din cauza celui de al Doilea Război Sino-Japonez, și a ucis numeroși etnici chinezi în masacrul de la Sook Ching. Nici celelalte grupuri etnice din Singapore, cum ar fi malayanii și indienii nu au fost cruțate. Localnicii au suferit mult sub ocupația japoneză care a durat trei ani și jumătate.

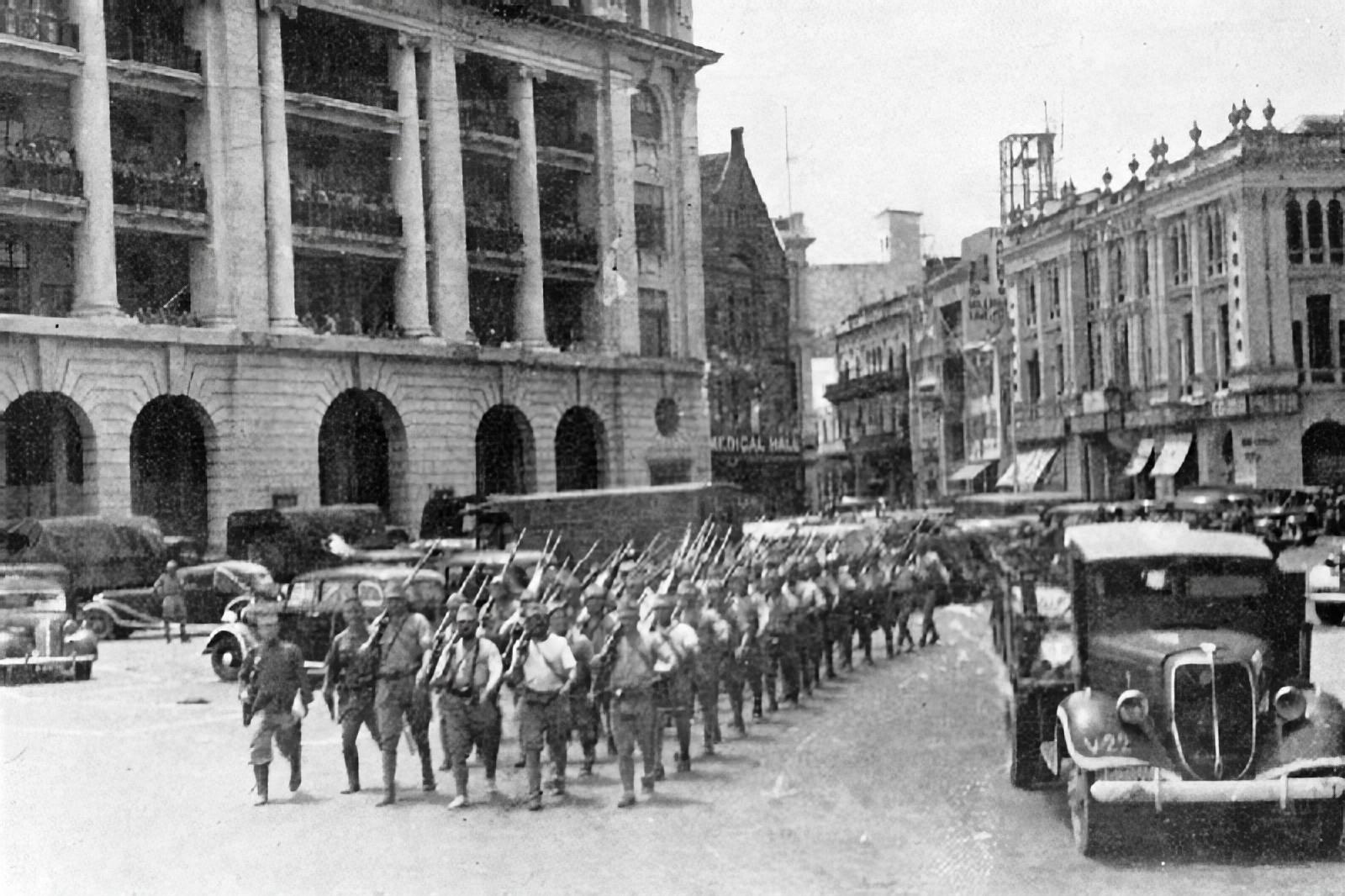
Soldaţi japonezi victorioşi mărşăluind prin piaţa Fullerton.

Mulți soldați britanici și australieni luați prizonieri au rămas în Singapore la închisoarea Changi, și mulți nu s-au mai întors acasă. Mii de alți soldați au fost trimiși ca prizonieri pe mare în alte părți din Asia, inclusiv în Japonia, pentru a fi puși la muncă forțată în proiecte cum ar fi Calea Ferată a Morții Siam–Burma și aerodromul Sandakan din Borneo de Nord.
Japonezii au reușit să recruteze numeroși soldați indieni prizonieri. Dintr-un total de 40.000 de soldați indieni din Singapore în February 1942, circa 30.000 au intrat în „Armata Națională Indiană”, pro-japoneză, care a luptat împotriva Aliaților în campania din Burma. Alții au fost puși gărzi în lagărul de prizonieri de război de la Changi. Mulți soldați indieni s-au opus, însă, recrutării, și au rămas prizonieri. Nu se știe câți au fost duși în zonele ocupate de japonezi în Pacificul de Sud și puși la muncă forțată. Mulți dintre ei au suferit greutăți mari și brutalități similare cu cele suferite de toți prizonierii luați de Japonia în timpul celui de al Doilea Război Mondial. Circa 6.000 au supraviețuit până când au fost eliberați de forțele americane și australiene în 1943–45.
După capitularea Japoniei în 1945, Yamashita a fost judecat de o comisie militară americană pentru crimele de război comise de militarii japonezi în Filipine în acel an, dar nu și pentru acțiunile soldaților săi în Malaya sau Singapore. A fost condamnat și spânzurat în Filipine la 23 februarie 1946.